# Cybianthus lawrencei
Cybianthus lawrencei är en viveväxtart som först beskrevs av Mold., och fick sitt nu gällande namn av G. Agostini. Cybianthus lawrencei ingår i släktet Cybianthus, och familjen viveväxter. Inga underarter finns listade i Catalogue of Life.